# Helmut Lotti

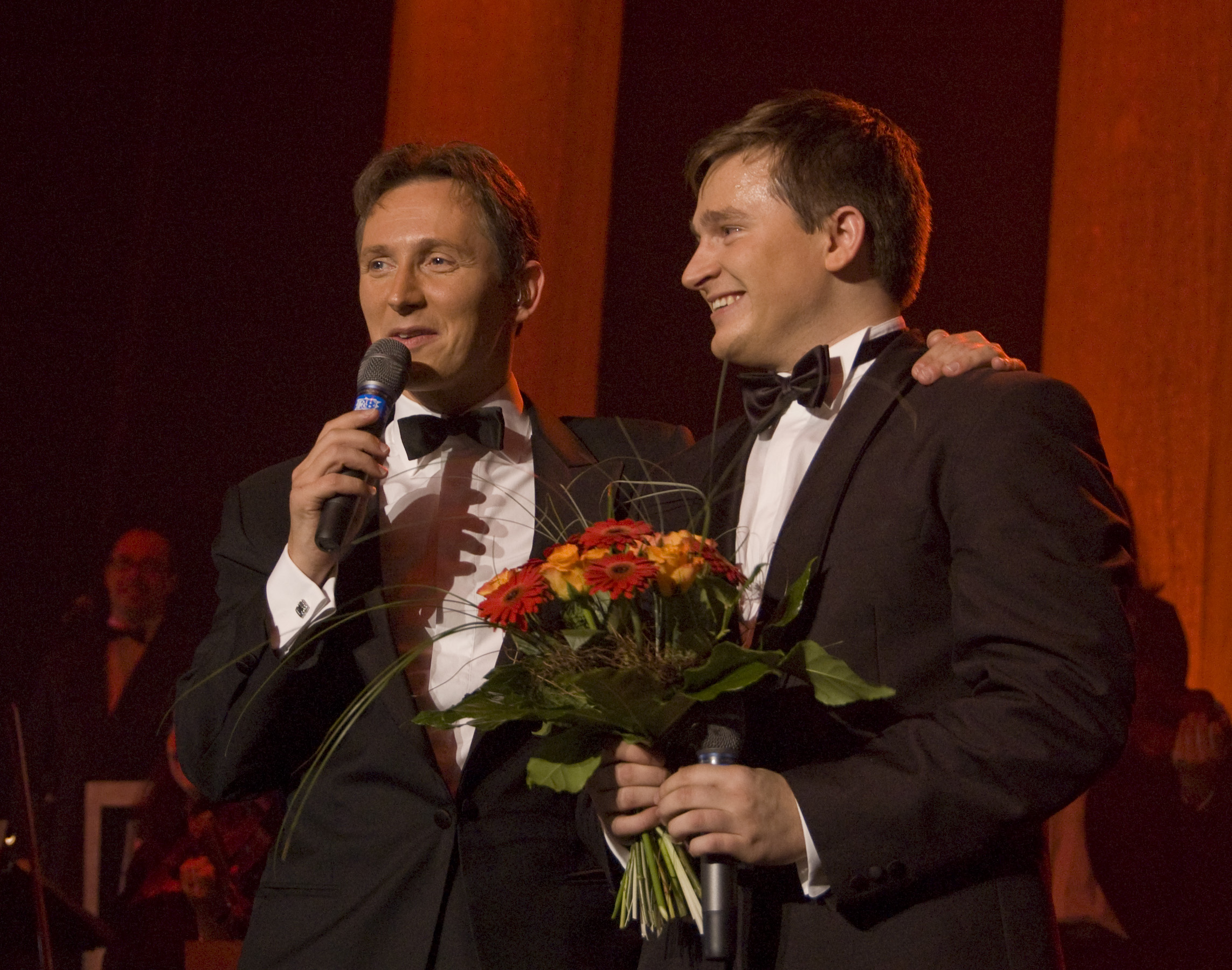
Helmut Lotti und Andrei Loegowskij (2007)

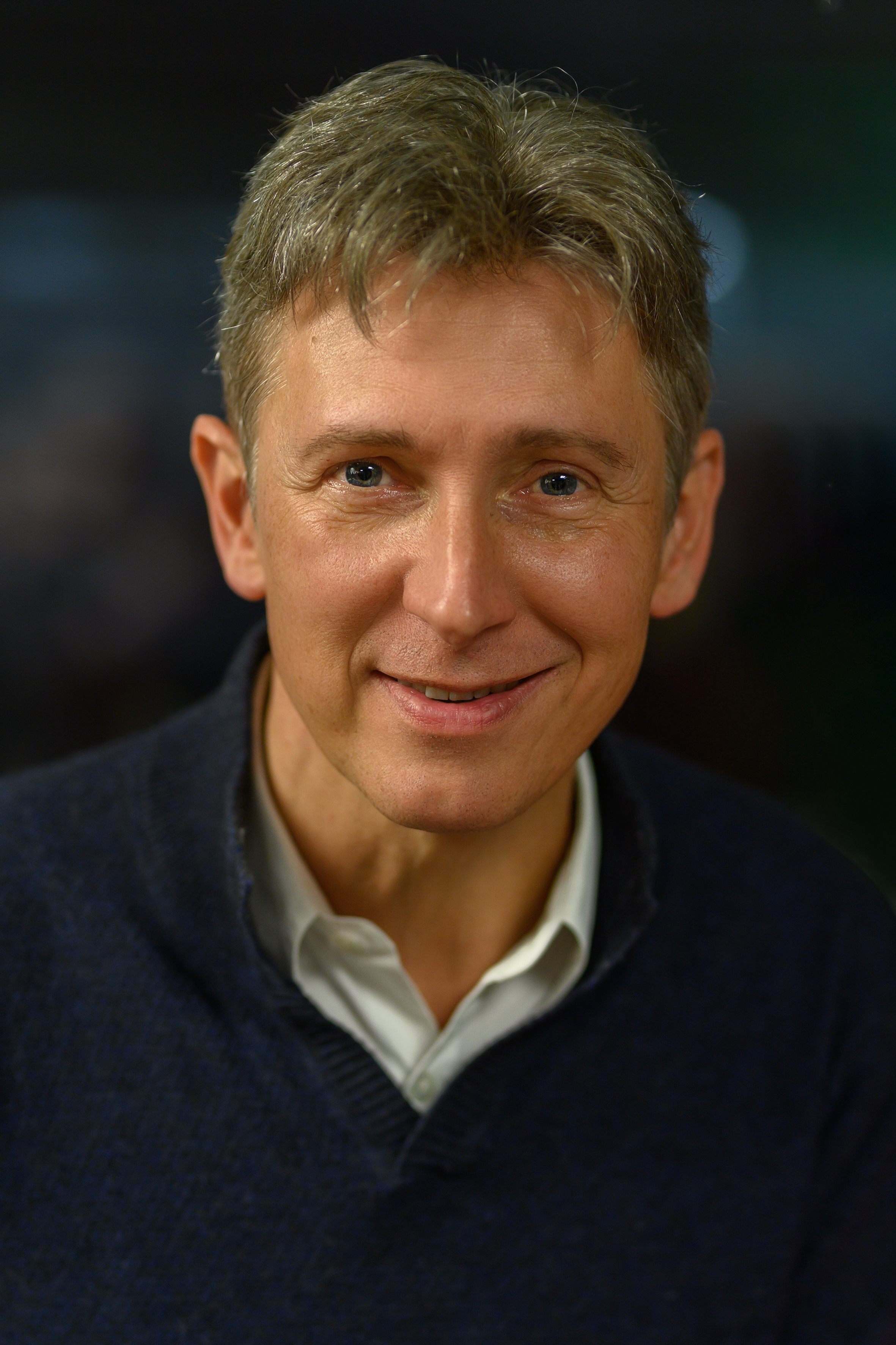
Helmut Lotti (2023)

Helmut Lotti (* 22. Oktober 1969 als Helmut Barthold Johannes Alma Lotigiers in Sint-Amandsberg bei Gent) ist ein belgischer Crossover- und Popsänger.
Im Jahr 1995 veröffentlichte er mit Helmut Lotti goes Classic das bis dahin schnellst- und meistverkaufte Album Flanderns. In den nächsten Jahren wurde Helmut Lotti mit der Vertonung und populären Interpretation klassischer Musikstücke auch über die Landesgrenzen Belgiens hinaus bekannt. Mit über 13 Millionen verkaufter Alben gilt er als erfolgreichster Sänger Flanderns.

## Leben

### Anfänge und Durchbruch als Popsänger
Helmut Lotti wurde als erster von drei Söhnen von Rita Lagrou und Luc Lotigiers geboren. Er entstammt einem katholischen und musikalischen Elternhaus: Sein Vater, der die Familie bereits 1974 verließ, ist ein klassischer Tenor, der Großvater Bart Lotigiers (1914–1995) war ab 1973 künstlerischer Direktor der Oper von Gent. Helmut Lotti hatte hier 1974 sein Bühnendebüt mit einer Statistenrolle in der Operette Friederike von Franz Lehár. Schon als Kind begeisterte er sich für die Musik von Elvis Presley und der Crooner. Seit 1988 trat er unter dem Pseudonym „Kevin Leach“ bei Talentwettbewerben mit Elvis-Interpretationen auf.
Im Jahr 1989 nahm er beim niederländischen Sender KRO an der „Soundmixshow“ von Henny Huisman teil und belegte mit seiner Interpretation von Elvis Presleys „My Boy“ den zweiten Platz. Zwei Monate nach seinem Auftritt bekam er seinen ersten Plattenvertrag bei der BMG Ariola und durch eine Angestellte der Plattenfirma den Künstlernamen „Helmut Lotti“, den er selbst in einem Interview als „furchtbar“ bezeichnete. Sein erster Manager wurde Roland Beirnaert.
Helmut Lotti begann seine Karriere als Popsänger. Die erste Single Kom Nu erschien 1989 und erreichte die Spitze der Charts, das Debütalbum Vlaamse Nachten, das fast ausschließlich flämische Popsongs enthielt, erschien im folgenden Jahr und wurde mit Gold ausgezeichnet.
Roland Beirnaert wurde durch Piet Roelen ersetzt, der seit 1991 als Manager für Helmut Lotti tätig ist. Im Jahr 1992 erschien Helmut Lottis zweites Album Alles wat ik voel, das erneut flämische Popsongs enthielt und ebenso wie sein Vorgänger mit Gold ausgezeichnet wurde. Für seine Platte Memories, die bekannte flämische Titel in englischer Sprache enthielt, wurde Helmut Lotti erstmals mit einer Platinplatte ausgezeichnet. Für sein viertes Album Just for you, das 1995 erschien und englischsprachige Popsongs enthielt, arbeitete Helmut Lotti zum ersten Mal an einer Vielzahl an Titeln mit. Auch dieses Album wurde mit einer Goldenen Schallplatte ausgezeichnet.

### Vom Pop zur populären Klassik

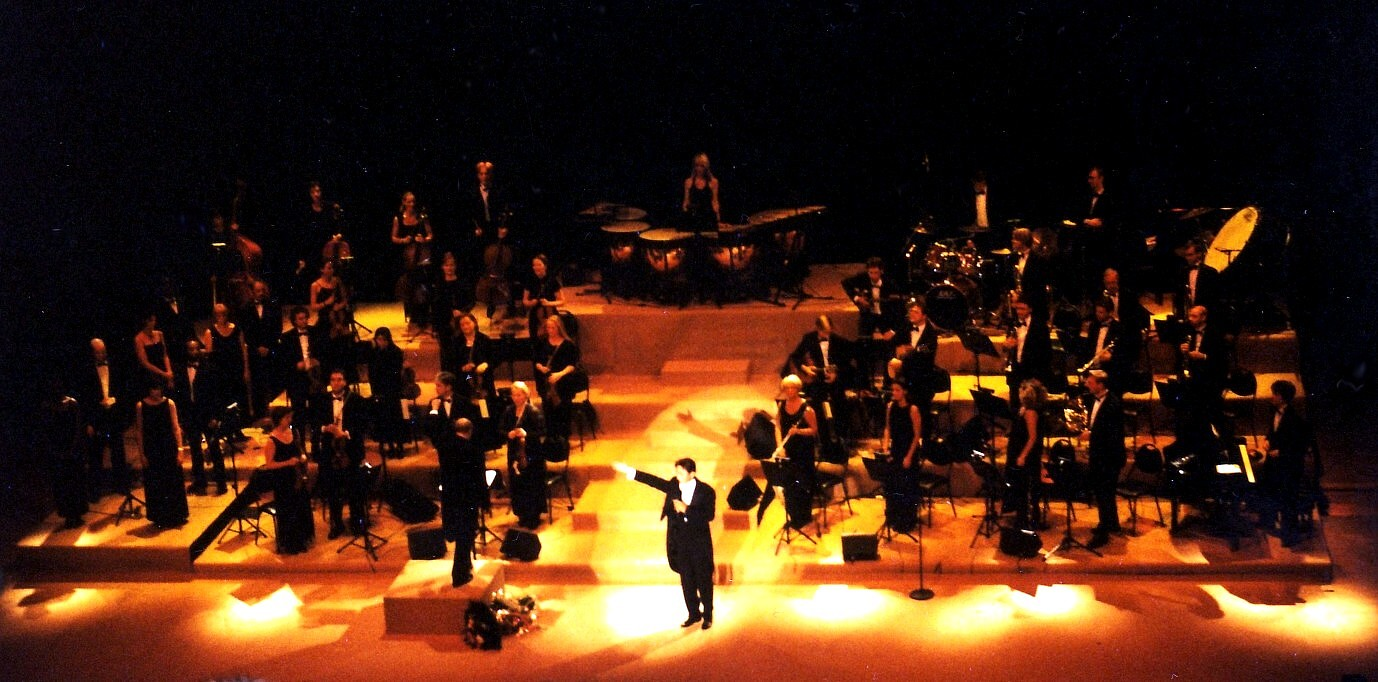
Helmut Lotti und das Golden Symphonic Orchestra 2000

Bereits 1994 hatte Helmut Lotti auf Anfragen Konzerte mit einem 23-köpfigen Orchester gegeben, in denen er Interpretationen klassischer Stücke vortrug. Für seine Interpretation von Lucio Dallas Titel „Caruso“ erhielt er bei einem Auftritt mehrere Minuten lang anhaltenden Beifall, sodass sein Manager Piet Roelen schließlich vorschlug, ein Album mit klassischen Liedern aufzunehmen. Das Orchester, mit dem Helmut Lotti bereits zusammengearbeitet hatte, wurde vergrößert, und der Belgier André Walschaerts als Dirigent gewonnen. Als „Golden Symphonic Orchestra“ begleitet es seitdem Helmut Lotti auf all seinen Alben und Tourneen.
Helmut Lotti Goes Classic wurde am 8. und 9. September 1995 in Antwerpen aufgenommen und erschien im selben Jahr. Das Album enthält 18 Interpretationen klassischer Melodien oder Arien. Arrangiert wurde es, wie viele folgende Alben Helmut Lottis, von Wim Bohets, der auch als Pianist im „Golden Symphonic Orchestra“ spielt. Neben neu arrangierten klassischen Melodien, zu denen Helmut Lotti englische Texte verfasste, enthielt das Album auch klassische Interpretationen des russischen Titels „Kalinka“ und Franz Lehárs „Lippen schweigen“ als Duett mit der Schwedin Emma Philippa Hjälmås. Helmut Lotti Goes Classic wurde mit rund 600.000 verkauften Exemplaren die zu dem Zeitpunkt schnellst- und meistverkaufte CD Flanderns und erhielt insgesamt zwölf Mal Platin.
Aufgrund des großen Erfolges erschien 1996 das Album Helmut Lotti Goes Classic II und im Folgejahr Helmut Lotti goes Classic III. Beide enthielten erneut Interpretationen klassischer Melodien und Arien in modernem Arrangement, die jedoch leichter interpretiert wurden, als es noch auf Helmut Lotti Goes Classic der Fall gewesen war.
Das erste Album Helmut Lottis, das in Deutschland erschien, war 1997 Helmut Lotti Goes Classic, das in Belgien im selben Jahr unter dem Titel Helmut Lotti Goes Classic III erschienen war. Die weiteren Goes-Classic-Alben erschienen in Deutschland 1998 und 1999. Das ursprünglich erste Goes-Classic-Album wurde 1999 jedoch als überholt angesehen, da sich der Gesangsstil und die Interpretation Helmut Lottis gewandelt hatte. Für den deutschen Markt, aber auch weitere internationale Veröffentlichungen wurde das belgische Album Helmut Lotti Goes Classic neu aufgenommen. In Deutschland erschien es mit leichten Änderungen in der Titelauswahl unter dem Namen Helmut Lotti Goes Classic III. Die ersten drei Alben der Goes-Classic-Reihe unterschieden sich je nach Veröffentlichungsland in ihrer Titelauswahl und Sprache einzelner Titel, sodass 2003 alle drei Alben unter einem neuen Titel in einer endgültigen Version herausgebracht wurden.
| Land        | The Red Album (2003)    | The Blue Album (2003)  | The Castle Album (2003) |
| ----------- | ----------------------- | ---------------------- | ----------------------- |
| Belgien     | Goes Classic (1995)     | Goes Classic II (1996) | Goes Classic III (1997) |
| Deutschland | Goes Classic III (1999) | Goes Classic II (1998) | Goes Classic (1997)     |

Während in Deutschland Helmut Lottis erste drei Goes-Classic-Alben erschienen, veröffentlichte er in Belgien ein Doppelalbum mit modern arrangierter Klassik. Helmut Lotti Goes Classic Final Edition und A Classical Christmas with Helmut Lotti erschienen 1998 und stellten den vorläufigen Schlusspunkt der reinen Goes-Classic-Reihe dar. Beide Alben erschienen auch getrennt. In Deutschland wurde A Classical Christmas with Helmut Lotti 2003 unter dem Titel The Christmas Album veröffentlicht.

### Karriere in Südafrika
Der erste internationale Erfolg nach Belgien und den Niederlanden war für Helmut Lotti bereits 1996 Südafrika. Nach zahlreichen Konzerttourneen folgte er daher dem Vorschlag seines Managers Piet Roelen, nach insgesamt fünf Klassik-Alben in Folge ein Album mit traditionellen Liedern Afrikas aufzunehmen. Die Aufnahmen für das TV-Special zum Album Out of Africa entstanden im Herbst 1999 im Basotho Cultural Village, einem Dorf im Qwa Qwa National-Park in Südafrika.
Helmut Lottis Ziel war es, „afrikanische Musik europäisch klingen [zu] lassen, ohne dass das Afrikanische verloren geht.“ Es gab jedoch auch Kritiker, die Helmut Lotti vorwarfen, die Stücke afrikanischer Folklore durch seinen eingefahrenen Stil aufgeweicht zu haben und so dem eigenen Anspruch, den „Herzschlag des Kontinents“ zu treffen, nicht gerecht geworden zu sein.
Das Album, das 1999 in Belgien und im Folgejahr in Deutschland erschien, enthielt neben traditionellen Titeln des Kontinents in Afrikaans und den Bantusprachen Zulu, Xhosa und Swahili auch populäre englischsprachige Titel wie Elton Johns „Circle of Life“, die sich inhaltlich mit dem afrikanischen Kontinent beschäftigen. Der Titel „Out of Africa“, der dem Album seinen Namen gab, wurde von Helmut Lotti selbst geschrieben.
Das Album Out of Africa hielt sich 50 Wochen in den deutschen Charts und stellt damit das bisher erfolgreichste Album Helmut Lottis in Deutschland dar.

### Lateinamerikanisches Repertoire
Latino Classics wurde das erste Album Helmut Lottis, das im Jahr 2000 zeitgleich in Belgien und in Deutschland erschien. Als das folgende Album Latino Love Songs, das 2001 erschien, enthielt auch Latino Classics Interpretationen bekannter lateinamerikanischer Titel (Kuba, Mexiko, Brasilien und Argentinien) unter der Begleitung des Golden Symphonic Orchestra. Die Filmaufnahmen für die TV-Specials beider Alben entstanden in Mexiko.

### LottisTribute to the King
Im Jahr 2002 erfüllte sich Helmut Lotti mit dem Album My Tribute to the King einen lang gehegten Wunsch. Als Imitator von Elvis Presley, den er als sein Idol bezeichnet, hatte er seine Karriere begonnen und veröffentlichte nun ein Album mit Interpretationen bekannter Titel von Elvis Presley. Diese unterscheiden sich deutlich von den am Original angelehnten rockigen Versionen, die Helmut Lotti regelmäßig am Ende seiner Konzerte als Zugabe singt und die auch in seinen Rockkonzerten im Casino des belgischen Badeorts Knokke, die er seit 1997 jeden Sommer gibt, einen großen Teil des Programms füllen.
Auf dem Album versuchten Helmut Lotti und Arrangeur Wim Bohets, „die Atmosphäre von jedem Titel zu erhalten und trotzdem Lotti-typisch zu bleiben. […] Wir wollen die Fans doch nicht schockieren“.
Für Aufnahmen der TV-Dokumentation, die zur Zeit des Erscheinens des neuen Albums auch im deutschen Fernsehen ausgestrahlt wurde, reiste Helmut Lotti unter anderem nach Las Vegas, Memphis, Nashville und Tupelo und traf dort mit Weggefährten Elvis Presleys zusammen. Er spielte mit Elvis Presleys Gitarrist Scotty Moore und seinem Schlagzeuger D. J. Fontana. My Tribute to the King erreichte Platz 2 der deutschen Albumcharts und ist so das bisher bestplatzierte Album Helmut Lottis in Deutschland.

### Klassiker des Popsin Symphony–Fortsetzung
Auch mit seinem nächsten Album Pop Classics in Symphony blieb Helmut Lotti seinem Stil treu und interpretierte bekannte Pop- und Rock-Songs, so von Queen, CCR, Barry Manilow und Barry Ryan, mit sinfonischer Begleitung. Im Gegensatz zu zahlreichen früheren Alben enthielt die 2003 veröffentlichte Platte keine Eigenkomposition Helmut Lottis. Gemeinsam mit Cliff Richard sang er das Duett „Danny Boy“, das 2006 auch auf Cliff Richards Album Two’s Company veröffentlicht wurde. Das TV-Special zum Album wurde live bei einem Konzert auf dem Grand-Place/Grote Markt in Brüssel aufgenommen.

### Russische Volksliedermit dem Golden Symphonic Orchestra und dem Schwarzmeer Kosaken-Chor
Nach der Interpretation afrikanischer und lateinamerikanischer Titel wandte sich Helmut Lotti auf seinem 2004 erschienenen Album russischen Volksliedern zu. Der Titelsong wurde von Helmut Lotti selbst komponiert und getextet. Musikalisch unterstützt wurde Helmut Lotti auf seinem Album nicht nur vom Golden Symphonic Orchestra, sondern auch vom Schwarzmeer Kosaken-Chor. Die Arrangements des Albums stammten von Helmut Lotti und Wim Bohets. Die Aufnahmen des TV-Specials zum Album entstanden in Sankt Petersburg, Sibirien und in Moskau, wo unter anderem Aufnahmen auf dem Roten Platz und im Kreml gestattet wurden.
Bereits vor dem Erscheinen erreichte From Russia with Love mit 100.000 Vorbestellungen in Deutschland Gold-Status.
Im Anschluss an die Veröffentlichung von From Russia with Love kündigte Helmut Lotti im März 2005 eine längere kreative Pause an, die nicht zuletzt familiäre Gründe hatte. Seine zweite, 2001 geschlossene Ehe mit der damaligen Studentin Carol Jane Poe wurde im Frühjahr 2005 geschieden. Zuvor war Helmut Lotti von 1990 bis 1997 mit Kimberly Grosmans verheiratet. Die Ehe, aus der Tochter Messalina (* 1991) stammt, wurde 1999 geschieden. Im Mai 2009 heiratete Lotti in dritter Ehe die Journalistin Jelle Van Riet.

### Comeback im Swing- und Big-Band-Modus
Nach einer fast zweijährigen Pause veröffentlichte Helmut Lotti Ende 2006 das Doppel-Album The Crooners. Die Musik der Crooners hatte Helmut Lotti bereits seit seiner Kindheit begleitet und seinen eigenen Gesangsstil erheblich beeinflusst. Beim sogenannten crooning handelt es sich um eine besonders gefühlvolle Interpretation von Balladen mit Orchester- oder Bigband-Begleitung. Auf seinem Album The Crooners konzentrierte sich Helmut Lotti weniger auf Versionen des älteren croonings der 1920er Jahre, sondern auf Stücke des modernen, jazzlastigeren croonings, dessen Vertreter Frank Sinatra, Perry Como und Bing Crosby waren.
Die erste CD unter dem Titel The American Way enthielt Klassiker des Genres wie „Everybody Loves Somebody“, „Just a Gigolo“ oder „Blue Moon“, aber mit „Moon River“ und „True Love“ auch Titel, die nicht mehr aus der Crooner-Zeit stammten, aber entsprechend interpretiert werden konnten. Die zweite CD mit dem Titel My Way enthielt ausschließlich Eigenkompositionen Helmut Lottis im Crooner-Stil. Wie auch bei den vorherigen Alben wurde Helmut Lotti dabei vom Golden Symphonic Orchestra begleitet. The Crooners hielt sich zehn Wochen an der Spitze der flämischen Charts und wurde Helmut Lottis achtes Nummer-1-Album in Flandern.
Auf dem späteren Album Soul Classics in Symphony (2018) interpretiert Lotti Songs von beispielsweise Charles Trenet, Jim Croce, Frank Sinatra und Prince, aber auch eigene Werke. Begleitet wird er erneut vom „Golden Symphonic Orchestra“, die Arrangements stammen von Wim Bohets. Das Duett „L.O.V.E.“, eine Komposition Bert Kaempferts, nahm Helmut Lotti mit Clare Teal auf, die unter anderem 2006 mit einem BBC Jazz Award als Vocalist of the Year ausgezeichnet wurde. Das Album Time to Swing erreichte bereits vor dem Erscheinen in Belgien Platin-Status.

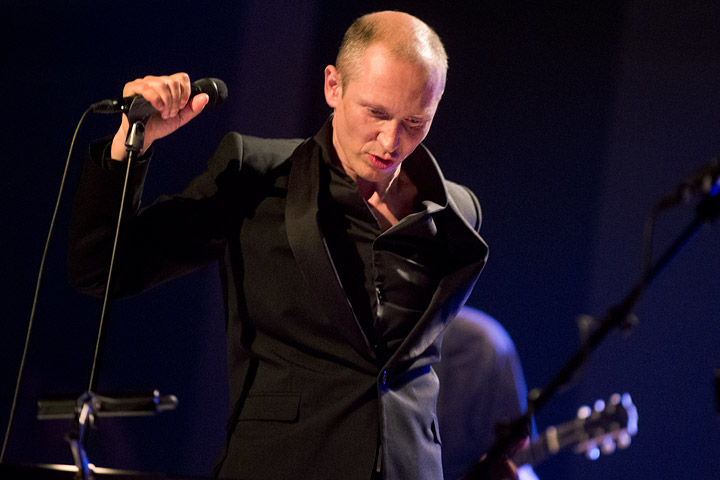
Helmut Lotti (2013)

### Rückkehr zum flämischen Schlager
Nach längerer musikalischer Pause erschien im Januar 2013 Lottis neues Album Mijn hart & mijn lief, auf dem er wie in seinen frühen Jahren niederländisch singt. Er komponierte dabei die meisten Lieder selbst und textete sie in Zusammenarbeit mit dem Journalisten Bart Vanegeren. Produzent des Albums, das in den flämischen Charts Platz 6 erreichte, war Stef Kamil Carlens. 

### Hellmut Lotti goes Metal
Unter dem Motto Hellmut Lotti goes Metal trat Lotti beim Graspop Metal Meeting 2023 mit Begleitband auf und interpretierte verschiedene Klassiker des Hardrock und Metal darunter Stücke von AC/DC, Guns n’ Roses, Ronnie James Dio und den Scorpions. Wegen des großen Andrangs an Zuschauern musste der Zugang zur Zeltbühne „Metal Dome“ eingeschränkt werden, da dieser seine maximale Kapazität erreicht hatte.
Des Weiteren kündigte Lotti ein weiteres Konzert unter desselben Motto für Oktober 2023 in Gent an.

### Karitatives Engagement

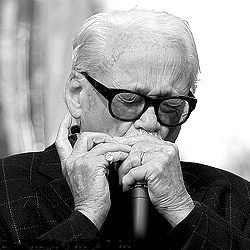
Toots Thielemans 2006

Im Jahr 1999 nahm Helmut Lotti mit Sandra Kim und Soulsister-Sänger Paul Michiels die Single Song for Kosovo auf, deren Erlös den Opfern des Kosovokrieges zugutekamen. Im Zuge des Projektes Levenslijn entstand im Jahr 2000 die Single Wondere Reis, die von Helmut Lotti, Toots Thielemans, Clouseau-Sänger Koen Wauters und Ingeborg eingesungen wurde. Der Erlös der Single, die 30.000 Mal verkauft wurde, ging an die Asthma-Forschung.

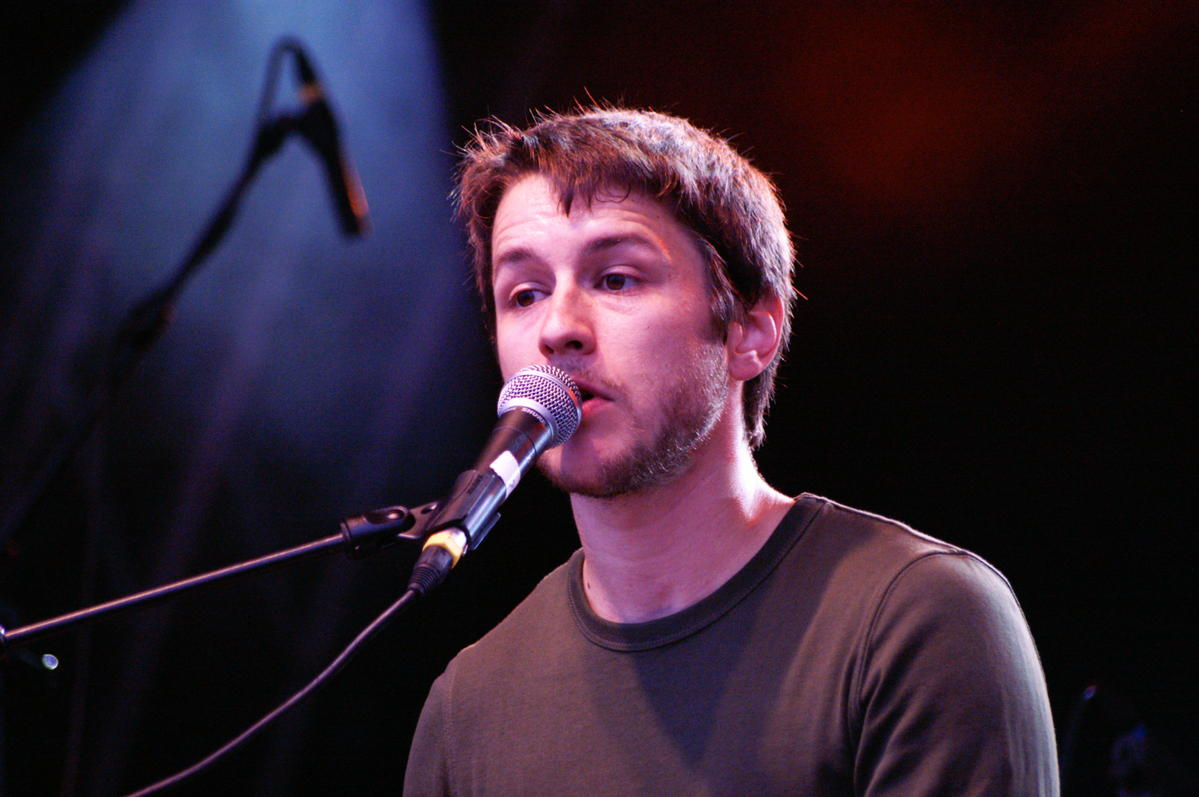
Sioen 2007

Zusammen mit 30 weiteren Künstlern nahm Helmut Lotti 2005 die Single Geef en teken auf, deren Erlös an die Flutopfer in Südasien ging. Im Jahr 2006 brachte Helmut Lotti zusammen mit den belgischen Sängern Roland und Sioen die Single Oaster Iets Scheelt im Genter Dialekt heraus, deren Erlös dem Kampf gegen Armut zugutekam.
Helmut Lotti ist seit 1996 als Botschafter des guten Willens des Kinderhilfswerks UNICEF tätig. In dieser Funktion engagierte er sich in den letzten Jahren u. a. in Afrika und Russland.

### Weitere Veröffentlichungen

#### Zusammenarbeit mit anderen Künstlern
Helmut Lotti nahm zahlreiche Duette mit nationalen und internationalen Künstlern auf. Die folgende Tabelle bietet eine Übersicht über diese Duette, die sich teilweise auf Alben Helmut Lottis befinden, die nur in einzelnen Ländern erschienen.
| Jahr | Duettpartner                           | Titel                                      | Album                                                               |
| ---- | -------------------------------------- | ------------------------------------------ | ------------------------------------------------------------------- |
| 1992 | Bart Kaëll                             | Gek op haar                                | Helmut Lotti: Alles wat ik voel                                     |
| 1995 | Emma Philippa Hjälmås                  | Lippen schweigen                           | Helmut Lotti: Helmut Lotti Goes Classic                             |
| 1996 | Salvatore Adamo                        | Parlami D’Amore, Mariù                     | Helmut Lotti: Helmut Lotti Goes Classic II                          |
| 1996 | Lisa del Bo                            | This World Today Is a Mess                 | Lisa del Bo: Lisa del Bo                                            |
| 1996 | Bart Kaëll, Lisa del Bo, Niels William | The Great Pretender                        | Levenslijn 2006 – De mooiste songs uit 10 edities Levenslijn (2006) |
| 1997 | Alice Libell                           | Mother Nature                              | Helmut Lotti: Helmut Lotti Goes Classic III                         |
| 1997 | Montserrat Caballé                     | Had to Be                                  | Montserrat Caballé: Friends for Life                                |
| 1998 | Michael Junior                         | Panis Angelicus                            | Helmut Lotti: Helmut Lotti Goes Classic II (dt. Vers.)              |
| 1998 | Lisa del Bo                            | Love Is Life                               | Helmut Lotti: Helmut Lotti Goes Classic Final Edition               |
| 1999 | Lisa del Bo                            | Sprakeloos (fläm. Vers. v. „Love is Life“) | Lisa del Bo: Best of the Sixties                                    |
| 1999 | Michael Junior                         | Friends                                    | Michael Junior: Traumland                                           |
| 2001 | Lisa del Bo                            | Swinging on a Star                         | Lisa del Bo: Best of the Forties                                    |
| 2001 | Arja Koriseva                          | All My Life: Näkemiin                      | Helmut Lotti: Helmut Lotti Goes Classic III (finn. Version)         |
| 2003 | Freddy Birset                          | Et Maintenant / What Now My Love           | CD-Single                                                           |
| 2003 | Izzy                                   | Una Furtiva Lagrima                        | Izzy: New Dawn; Helmut Lotti: The Red Album                         |
| 2003 | Cliff Richard                          | Danny Boy                                  | Helmut Lotti: Pop Classics in Symphony                              |
| 2003 | Cliff Richard                          | Mary’s Boy Child                           | Cliff Richard: Cliff At Christmas                                   |
| 2006 | Isabelle Adam                          | True Love                                  | Helmut Lotti: The Crooners                                          |
| 2006 | Hayley Westenra                        | There’s a Sparkle in Your Eyes             | Helmut Lotti: The Crooners                                          |
| 2008 | Clare Teal                             | L.O.V.E.                                   | Helmut Lotti: Time to Swing                                         |

Im Jahr 1997 trat Helmut Lotti gemeinsam mit Sarah Brightman, Plácido Domingo und Riccardo Cocciante unter der Begleitung der Wiener Symphoniker beim Weihnachtskonzert „Christmas in Vienna“ auf. Die Live-Aufnahme des Konzerts Wiener Rathaus erschien 1998 unter dem Titel Christmas in Vienna Vol. 5.
Im Juli 1998 trat Helmut Lotti in München bei einem Konzert Eros Ramazzottis auf, wo beide den Titel „Musica E“ sangen. Auf dem Album Bravo Clouseau, das zum 20-jährigen Bestehen der belgischen Gruppe Clouseau 2007 erschien, ist Helmut Lotti mit einer Interpretation des größten Hits der Band „Daar Gaat Ze“ (internationaler Titel „Close Encounter“) zu hören.
Helmut Lotti wurde auch zum Mentor von Nachwuchskünstlern. Im Jahr 1998 entdeckte er Michael Junior als Talent und baute ihn zum Kinderstar auf. Michael Junior wurde in den folgenden Jahren der Gast auf Helmut Lottis Tourneen und nahm mehrere Alben auf.

### Privatleben
Lotti ist seit 2009 zum dritten Mal verheiratet und lebt seit 2017 getrennt von seiner letzten Ehefrau. Gemeinsam mit seiner ersten Frau hat er eine Tochter.
Im Jahr 2009 gab Lotti öffentlich an, jahrelang ein Toupet getragen zu haben, was „die Entscheidung des Managements gewesen [sei]. Volles Haar habe halt besser zum Image gepasst.“ Seit Dezember 2009 verzichtet er bei Konzerten auf sein Toupet.

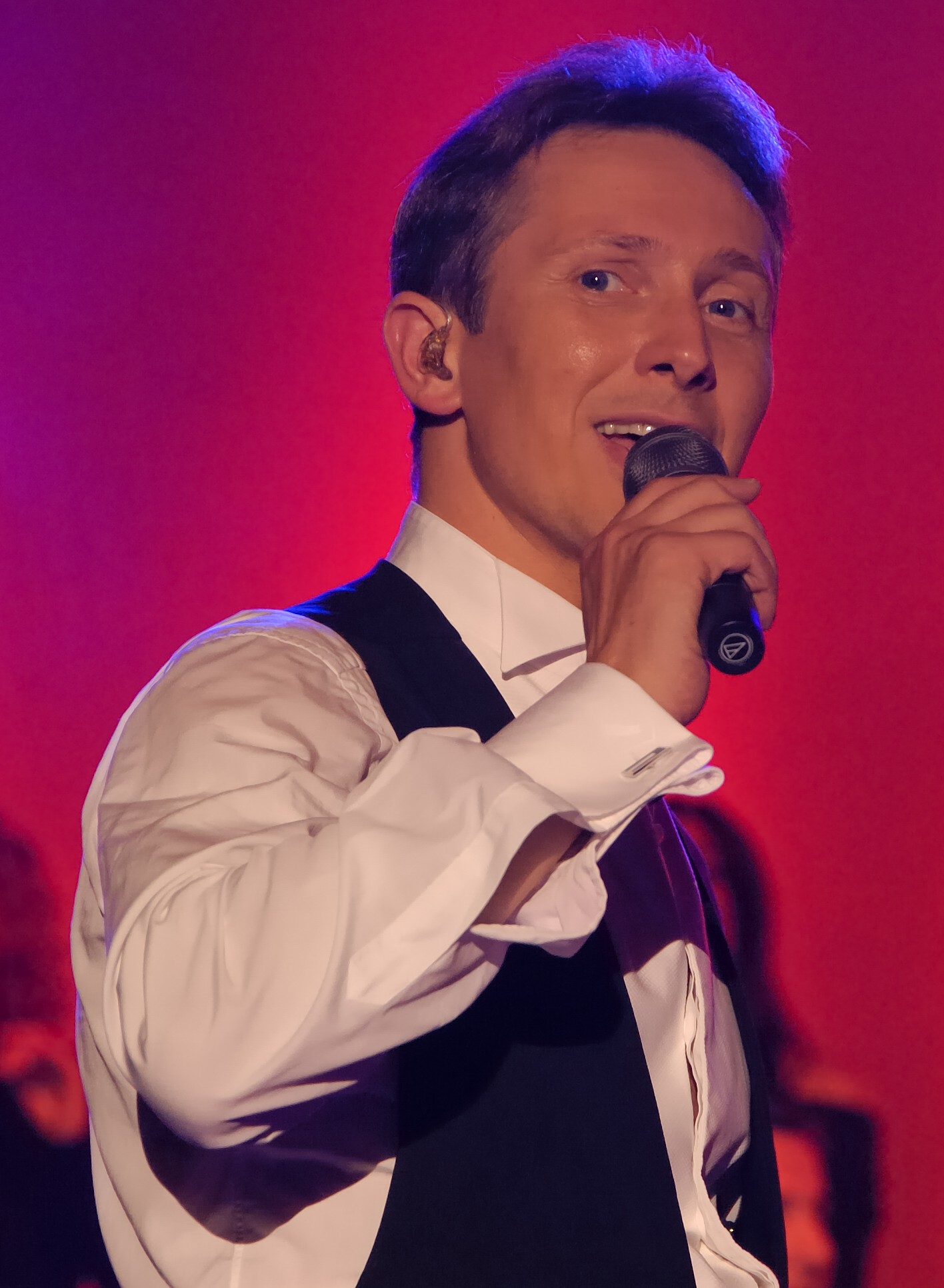
Helmut Lotti (2007)

## Eigenkompositionen
Helmut Lotti wurde hauptsächlich durch seine Coverversionen mit Orchesterbegleitung bekannt. Auf beinahe jedem Album befinden sich jedoch auch Eigenkompositionen Helmut Lottis, für die er sowohl den Text als auch die Melodie verfasste.
| Jahr | Album                                   | Eigenkomposition                                                              |
| ---- | --------------------------------------- | ----------------------------------------------------------------------------- |
| 1990 | Vlaamse nachten                         | Wachten op jou                                                                |
| 1994 | Just for You                            | I Won’t Be Alone, Fly Away                                                    |
| 1996 | Helmut Lotti Goes Classic II            | I Don’t Know Why                                                              |
| 1997 | Helmut Lotti Goes Classic III           | Ouverture ‚Romance‘, My Love Will Never Die                                   |
| 1998 | A Classical Christmas with Helmut Lotti | It’s Christmas                                                                |
| 1998 | Helmut Lotti goes Classic Final Edition | You’ll Be My Love                                                             |
| 1999 | Out of Africa                           | Out of Africa                                                                 |
| 2001 | Latino Love Songs                       | Hay fiesta en la hacienda                                                     |
| 2002 | My Tribute To The King                  | Thank You, If You Were Mine                                                   |
| 2004 | From Russia with Love                   | From Russia with Love                                                         |
| 2006 | The Crooners                            | sämtliche Titel der CD My Way                                                 |
| 2008 | Time to Swing                           | Time to Swing, Heavenly Match on Earth, In the Arms of a Stranger, Around You |

Für zahlreiche weitere Titel seiner Alben steuerte er entweder die Melodie oder den Text bei. Dies gilt in besonderem Maße für die frühen Pop-Alben bis 1994.
Helmut Lotti schrieb das Duett „Friends“, das er zusammen mit Michael Junior aufnahm und das sich auf dessen Debütalbum Traumland befindet.
Helmut Lotti komponierte und textete den Titelsong „Love Belongs to Everyone“ für das belgische Film-Drama Dennis van Rita (internationaler Titel Love Belongs to Everyone), das im Februar 2006 in Belgien in die Kinos kam.

## Kritik

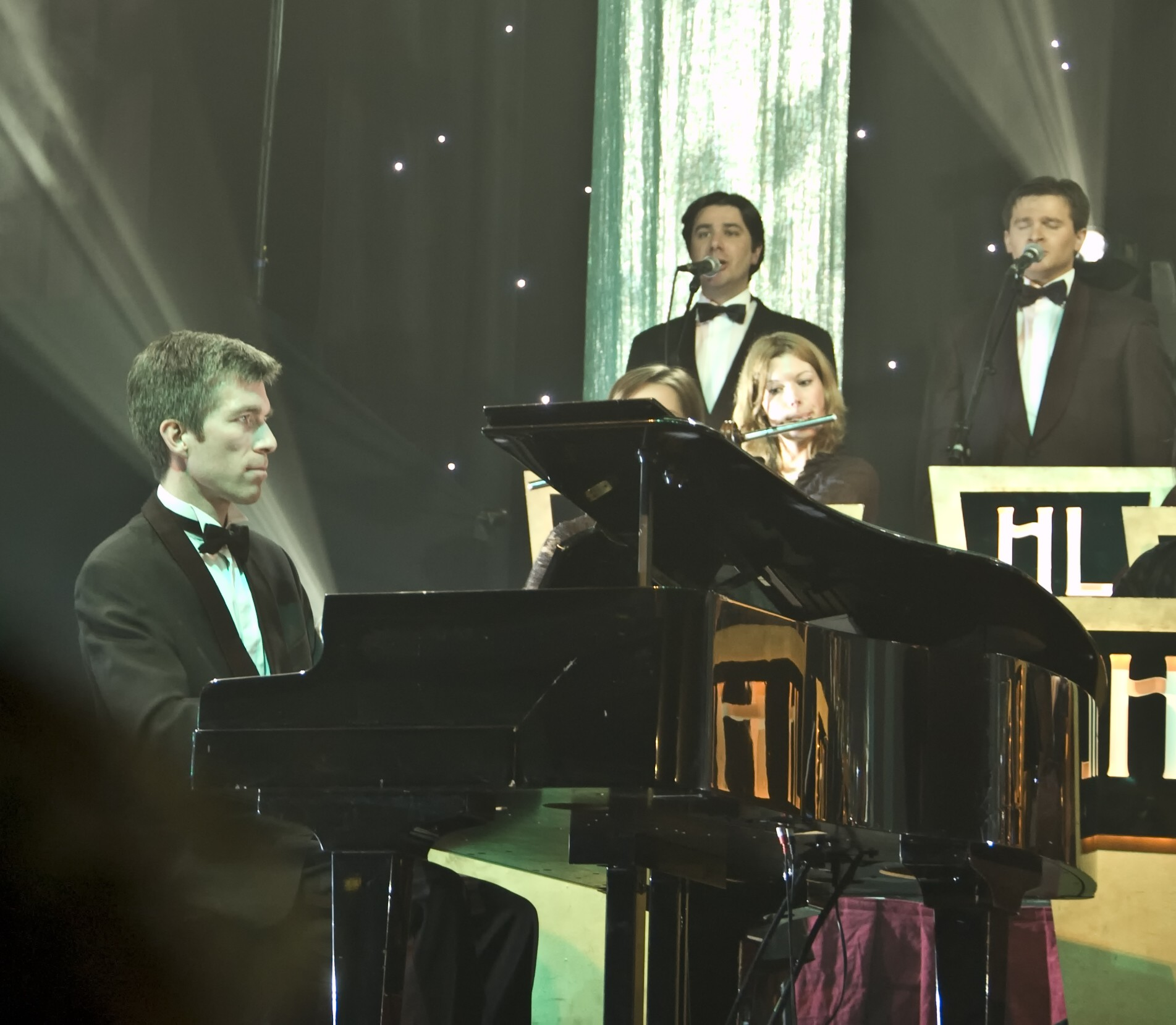
Arrangeur und Pianist Wim Bohets (li.) 2007.

Helmut Lotti ist ein Künstler, der polarisiert. Zu Zeiten der Veröffentlichung der Goes-Classic-Alben wurde er in der Presse häufig als Startenor bezeichnet, ihm die damit verbundenen stimmlichen Qualitäten aber gleichzeitig abgesprochen.

„[S]ängerische Bravour auf ‚höher, länger, lauter‘ zu reduzieren, entspricht kaum einem Ideal von klassischer Sangeskunst.“

Tatsächlich wurde der lang gehaltene Spitzenton vor allem am Ende eines Titels zu einem oft genutzten Stilmittel der Goes-Classic-Aufnahmen, aber auch späterer Alben. Rückblickend spricht Helmut Lotti, der einen Stimmumfang von 3½ Oktaven besitzt, von einer „Jagd nach hohen Tönen“, die er als einen versuchten „langfristigen Selbstmord“ ansieht.
Seine Stimme wurde von Kritikern häufig als wenig tragfähig kritisiert und er selbst eher als eine Art „Pop-Tenor“ angesehen, was Helmut Lotti, der nie eine Gesangsausbildung absolvierte, bestätigte.

„Die großen Tenöre haben eine klassische Ausbildung und auch einen klassischen Sound. Ich dagegen habe eine Pop- oder vielleicht eine Musical-Stimme. Ich könnte nie ohne Mikrofon singen.“

„Ich bin von meiner Stimme eigentlich gar nicht so begeistert. Für mich ist sie an der Grenze zwischen aggressiv und nasal. Manchmal habe ich das Gefühl, dass sie nicht ganz rund und voll klingt. […] Doch offensichtlich stört das die Leute nicht im Geringsten. Letztlich geht es um Überzeugung, um Gefühl.“

Typisch für die Interpretationen Helmut Lottis ist die Begleitung durch das „Golden Symphonic Orchestra“, das die Arrangements Wim Bohets’ musikalisch umsetzt. Das Resultat sind Titel, die sich zwischen Klassik, Pop und Schlager bewegen und von der Presse teilweise als zu sentimental oder kitschig kritisiert wurden. Gleichzeitig führt das gleiche Konzept für klassische Titel, Traditionals aus Afrika, Lateinamerika oder Russland zwar zu einem markanten Stil, aber auch zu einer Gleichförmigkeit der Titel, die dem Anspruch, immer wieder etwas Neues wagen zu wollen, nicht immer gerecht wird. Helmut Lotti begründet dies unter anderem mit den Erwartungen seines Publikums.

„[Ich] achte darauf, dass das Repertoire nicht zu schwierig ist. Meine Songs haben die Struktur der Popmusik. Das ist für das Publikum leichter zu verstehen. Arien sind oft zu schwierig. Außerdem möchte ich nicht die klassische Musik den Menschen nahe bringen, sondern einfach nur die schönsten Melodien.“

## Diskografie

### Studioalben
| Jahr | Titel                                                         | Höchstplatzierung, Gesamtwochen, AuszeichnungChartplatzierungen (Jahr, Titel, Platzierungen, Wochen, Auszeichnungen, Anmerkungen) | Höchstplatzierung, Gesamtwochen, AuszeichnungChartplatzierungen (Jahr, Titel, Platzierungen, Wochen, Auszeichnungen, Anmerkungen) | Höchstplatzierung, Gesamtwochen, AuszeichnungChartplatzierungen (Jahr, Titel, Platzierungen, Wochen, Auszeichnungen, Anmerkungen) | Höchstplatzierung, Gesamtwochen, AuszeichnungChartplatzierungen (Jahr, Titel, Platzierungen, Wochen, Auszeichnungen, Anmerkungen) | Höchstplatzierung, Gesamtwochen, AuszeichnungChartplatzierungen (Jahr, Titel, Platzierungen, Wochen, Auszeichnungen, Anmerkungen) | Anmerkungen                                                             |
| Jahr | Titel                                                         | DE | AT | CH | BEF | BEW | Anmerkungen                                                             |
| ---- | ------------------------------------------------------------- | --- | --- | --- | --- | --- | ----------------------------------------------------------------------- |
| 1993 | Memories                                                      | DE92 (1 Wo.)DE | — | — | BEF— PlatinBEF | — | Erstveröffentlichung: 1993 Charteinstieg im Juli 2002                   |
| 1995 | Just for You                                                  | — | — | — | BEF2 Gold · (26 Wo.)BEF | — | Erstveröffentlichung: April 1995                                        |
| 1995 | Helmut Lotti Goes Classic                                     | DE24 Gold · (43 Wo.)DE | AT4 Platin · (30 Wo.)AT | CH40 Gold · (4 Wo.)CH | BEF1 ×12Zwölffachplatin · (95 Wo.)BEF                                                                                             | BEW3 (106 Wo.)BEW | Erstveröffentlichung: 17. November 1995                                 |
| 1996 | Helmut Lotti Goes Classic II                                  | DE13 Gold · (38 Wo.)DE | AT4 Platin · (23 Wo.)AT | CH33 Gold · (9 Wo.)CH | BEF1 ×10Zehnfachplatin · (58 Wo.)BEF                                                                                              | BEW1 (77 Wo.)BEW | Erstveröffentlichung: 15. November 1996                                 |
| 1997 | Helmut Lotti Goes Classic III                                 | DE5 Platin · (23 Wo.)DE | AT3 Gold · (18 Wo.)AT | CH20 (8 Wo.)CH | BEF1 ×7Siebenfachplatin · (32 Wo.)BEF                                                                                             | BEW1 (45 Wo.)BEW | Erstveröffentlichung: Oktober 1997                                      |
| 1998 | Helmut Lotti Goes Classic Final Edition                       | — | — | — | BEF1 ×4Vierfachplatin · (20 Wo.)BEF                                                                                               | BEW3 (25 Wo.)BEW | Erstveröffentlichung: Oktober 1998                                      |
| 1999 | Out of Africa                                                 | DE5 ×3Dreifachgold · (50 Wo.)DE                                                                                                   | AT6 Gold · (33 Wo.)AT | CH11 Gold · (36 Wo.)CH | BEF1 ×3Dreifachplatin · (31 Wo.)BEF                                                                                               | BEW1 (25 Wo.)BEW | Erstveröffentlichung: 15. Oktober 1999                                  |
| 2000 | Latino Classics                                               | DE8 Platin · (27 Wo.)DE | AT5 Gold · (19 Wo.)AT | CH17 Gold · (16 Wo.)CH | BEF1 ×3Dreifachplatin · (24 Wo.)BEF                                                                                               | BEW2 (23 Wo.)BEW | Erstveröffentlichung: 13. Oktober 2000                                  |
| 2001 | Latino Love Songs                                             | DE8 Gold · (20 Wo.)DE | AT5 Gold · (24 Wo.)AT | CH20 Gold · (17 Wo.)CH | BEF2 Platin · (20 Wo.)BEF | BEW5 (16 Wo.)BEW | Erstveröffentlichung: 7. September 2001                                 |
| 2002 | My Tribute to the King                                        | DE2 ×3Dreifachgold · (36 Wo.)DE                                                                                                   | AT1 Platin · (31 Wo.)AT | CH11 Gold · (16 Wo.)CH | BEF1 ×2Doppelplatin · (32 Wo.)BEF                                                                                                 | BEW1 (19 Wo.)BEW | Erstveröffentlichung: 2. August 2002                                    |
| 2003 | Pop Classics in Symphony                                      | DE7 Platin · (21 Wo.)DE | AT6 Gold · (22 Wo.)AT | CH13 Gold · (19 Wo.)CH | BEF2 Platin · (33 Wo.)BEF | BEW13 (22 Wo.)BEW | Erstveröffentlichung: 22. September 2003                                |
| 2004 | From Russia with Love                                         | DE9 Gold · (22 Wo.)DE | AT7 Gold · (18 Wo.)AT | CH42 (15 Wo.)CH | BEF3 Platin · (26 Wo.)BEF | BEW1 (23 Wo.)BEW | Erstveröffentlichung: 20. September 2004                                |
| 2006 | The Crooners                                                  | DE19 Gold · (22 Wo.)DE | AT8 Gold · (17 Wo.)AT | CH36 (15 Wo.)CH | BEF1 Platin · (36 Wo.)BEF | BEW2 (34 Wo.)BEW | Erstveröffentlichung: 15. September 2006                                |
| 2008 | Time to Swing                                                 | DE24 (13 Wo.)DE | AT15 (7 Wo.)AT | CH28 (7 Wo.)CH | BEF2 Platin · (25 Wo.)BEF | BEW9 (24 Wo.)BEW | Erstveröffentlichung: 12. September 2008                                |
| 2013 | Mijn hart & mijn lijf                                         | — | — | — | BEF6 (17 Wo.)BEF | — | Erstveröffentlichung: 14. Januar 2013                                   |
| 2015 | Faith, Hope & Love                                            | — | — | — | BEF8 (21 Wo.)BEF | BEW45 (9 Wo.)BEW | Erstveröffentlichung: 27. November 2015                                 |
| 2016 | The Comeback Album                                            | DE24 (19 Wo.)DE | AT19 (11 Wo.)AT | CH31 (5 Wo.)CH | BEF14 (27 Wo.)BEF | BEW92 (16 Wo.)BEW | Erstveröffentlichung: 21. Oktober 2016                                  |
| 2018 | Soul Classics in Symphony                                     | DE46 (3 Wo.)DE | AT23 (2 Wo.)AT | CH81 (1 Wo.)CH | BEF1 Platin · (33 Wo.)BEF | BEW8 (24 Wo.)BEW | Erstveröffentlichung: 28. September 2018 mit Golden Symphonic Orchestra |
| 2021 | Italian Songbook                                              | DE30 (2 Wo.)DE | AT63 (1 Wo.)AT | CH34 (2 Wo.)CH | BEF2 (24 Wo.)BEF | BEW6 (17 Wo.)BEW | Erstveröffentlichung: 3. September 2021                                 |
| 2023 | Hellmut Lotti Goes Metal – Live at Graspop Metal Meeting 2023 | — | — | — | BEF1 (21 Wo.)BEF | BEW26 (7 Wo.)BEW | Erstveröffentlichung: 1. September 2023                                 |
| 2025 | Heart Rock                                                    | — | — | — | BEF6 (4 Wo.)BEF | BEW83 (2 Wo.)BEW | Erstveröffentlichung: 7. Februar 202r                                   |

grau schraffiert: keine Chartdaten aus diesem Jahr verfügbar

### Weitere Alben
| Jahr | Titel                                         | Höchstplatzierung, Gesamtwochen, AuszeichnungChartplatzierungen (Jahr, Titel, Platzierungen, Wochen, Auszeichnungen, Anmerkungen) | Höchstplatzierung, Gesamtwochen, AuszeichnungChartplatzierungen (Jahr, Titel, Platzierungen, Wochen, Auszeichnungen, Anmerkungen) | Höchstplatzierung, Gesamtwochen, AuszeichnungChartplatzierungen (Jahr, Titel, Platzierungen, Wochen, Auszeichnungen, Anmerkungen) | Höchstplatzierung, Gesamtwochen, AuszeichnungChartplatzierungen (Jahr, Titel, Platzierungen, Wochen, Auszeichnungen, Anmerkungen) | Höchstplatzierung, Gesamtwochen, AuszeichnungChartplatzierungen (Jahr, Titel, Platzierungen, Wochen, Auszeichnungen, Anmerkungen) | Anmerkungen |
| Jahr | Titel                                         | DE | AT | CH | BEF | BEW | Anmerkungen |
| ---- | --------------------------------------------- | --- | --- | --- | --- | --- | --- |
| 1995 | Christmas in Vienna V                         | DE33 (4 Wo.)DE | AT26 (4 Wo.)AT | — | BEF42 (5 Wo.)BEF | — | Erstveröffentlichung: 1995 Kollaboration mit Plácido Domingo, Sarah Brightman und Riccardo Cocciante                                                                        |
| 1996 | Christmas in Vienna – Best Of                 | DE60 (3 Wo.)DE | AT37 (4 Wo.)AT | — | — | — | Erstveröffentlichung: 1996 Kollaboration mit Plácido Domingo, Josep Carreras, Luciano Pavarotti, Patricia Kaas, Charlotte Church, Vanessa Lynn Williams und Sarah Brightman |
| 1998 | Romantic                                      | DE38 Gold · (16 Wo.)DE | — | — | BEF2 Platin · (19 Wo.)BEF | BEW3 (19 Wo.)BEW | Erstveröffentlichung: September 1998 Kompilation |
| 1999 | Romantic 2                                    | DE— GoldDE | — | — | BEF14 (6 Wo.)BEF | BEW14 (6 Wo.)BEW | Erstveröffentlichung: September 1999 Kompilation |
| 2000 | Vlaamse hits                                  | — | — | — | BEF8 (10 Wo.)BEF | — | Erstveröffentlichung: April 2000 Kompilation |
| 2001 | A Classical Christmas with Helmut Lotti       | DE17 (10 Wo.)DE | AT5 (11 Wo.)AT | CH45 (6 Wo.)CH | — | — | Erstveröffentlichung: November 2001 Weihnachtsalbum |
| 2006 | Meine geliebte Klassik / My Favorite Classics | DE20 (5 Wo.)DE | AT11 (8 Wo.)AT | CH41 (4 Wo.)CH | BEF12 (9 Wo.)BEF | BEW61 (6 Wo.)BEW | Erstveröffentlichung: 24. März 2006 Kompilation |

Weitere Alben
- 1990: Vlaamse nachten (BE: Gold)
- 1992: Alles wat ik voel (BE: Gold)
- 1999: Chante les classiques (FR: Gold)
- 1999: Chante les classiques (Vol. 2) (FR: Gold)
- 2000: … in Love with You
- 2000: Love Songs
- 2010: Das Beste

### Singles
| Jahr | Titel Album                                               | Höchstplatzierung, Gesamtwochen, AuszeichnungChartplatzierungen (Jahr, Titel, Album, Platzierungen, Wochen, Auszeichnungen, Anmerkungen) | Höchstplatzierung, Gesamtwochen, AuszeichnungChartplatzierungen (Jahr, Titel, Album, Platzierungen, Wochen, Auszeichnungen, Anmerkungen) | Höchstplatzierung, Gesamtwochen, AuszeichnungChartplatzierungen (Jahr, Titel, Album, Platzierungen, Wochen, Auszeichnungen, Anmerkungen) | Höchstplatzierung, Gesamtwochen, AuszeichnungChartplatzierungen (Jahr, Titel, Album, Platzierungen, Wochen, Auszeichnungen, Anmerkungen) | Höchstplatzierung, Gesamtwochen, AuszeichnungChartplatzierungen (Jahr, Titel, Album, Platzierungen, Wochen, Auszeichnungen, Anmerkungen) | Anmerkungen                                                               |
| Jahr | Titel Album                                               | DE | AT | CH | BEF | BEW | Anmerkungen                                                               |
| ---- | --------------------------------------------------------- | --- | --- | --- | --- | --- | ------------------------------------------------------------------------- |
| 1989 | Kom nu Vlaamse nachten                                    | — | — | — | BEF7 (13 Wo.)BEF | — | Erstveröffentlichung: August 1989                                         |
| 1989 | Bij jou alleen Vlaamse nachten                            | — | — | — | BEF8 (11 Wo.)BEF | — | Erstveröffentlichung: Dezember 1989                                       |
| 1990 | Waarom ik? Vlaamse nachten                                | — | — | — | BEF4 (13 Wo.)BEF | — | Erstveröffentlichung: Mai 1990                                            |
| 1990 | Vlaamse nachten                                           | — | — | — | BEF18 (8 Wo.)BEF | — | Erstveröffentlichung: September 1990                                      |
| 1990 | Het meisje van de buren Vlaamse nachten                   | — | — | — | BEF40 (8 Wo.)BEF | — | Erstveröffentlichung: Dezember 1990                                       |
| 1991 | Nog één nacht –                                           | — | — | — | BEF32 (6 Wo.)BEF | — | Erstveröffentlichung: Juni 1991                                           |
| 1991 | What Kind of Friend Alles wat ik voel                     | — | — | — | BEF3 (15 Wo.)BEF | — | Erstveröffentlichung: November 1991                                       |
| 1992 | Nooit meer alleen Alles wat ik voel                       | — | — | — | BEF28 (7 Wo.)BEF | — | Erstveröffentlichung: April 1992                                          |
| 1992 | Gek op haar Alles wat ik voel                             | — | — | — | BEF31 (5 Wo.)BEF | — | Erstveröffentlichung: August 1992 mit Bart Kaëll                          |
| 1992 | Vergeef me Alles wat ik voel                              | — | — | — | BEF34 (6 Wo.)BEF | — | Erstveröffentlichung: Oktober 1992                                        |
| 1993 | Ze is mijn lief Alles wat ik voel                         | — | — | — | BEF35 (6 Wo.)BEF | — | Erstveröffentlichung: Januar 1993                                         |
| 1993 | I Should Have Known Memories                              | — | — | — | BEF8 (12 Wo.)BEF | — | Erstveröffentlichung: Oktober 1993                                        |
| 1994 | You Don’t Believe in Love no More Memories                | — | — | — | BEF27 (7 Wo.)BEF | — | Erstveröffentlichung: Januar 1994                                         |
| 1995 | Why Don’t You Just for You                                | — | — | — | BEF19 (7 Wo.)BEF | — | Erstveröffentlichung: März 1995                                           |
| 1995 | I Love You Too Just for You                               | — | — | — | BEF32 (7 Wo.)BEF | — | Erstveröffentlichung: Juni 1995                                           |
| 1995 | You and Me Just for You                                   | — | — | — | BEF25 (8 Wo.)BEF | — | Erstveröffentlichung: September 1995                                      |
| 1995 | Don’t Cry Little Child Helmut Lotti Goes Classic          | — | — | — | BEF13 (11 Wo.)BEF | — | Erstveröffentlichung: November 1995                                       |
| 1996 | Caruso Helmut Lotti Goes Classic                          | — | — | — | BEF31 (3 Wo.)BEF | — | Erstveröffentlichung: Februar 1996                                        |
| 1996 | Tiritomba Helmut Lotti Goes Classic II                    | — | — | — | BEF3 (14 Wo.)BEF | — | Erstveröffentlichung: Oktober 1996                                        |
| 1997 | You’ll Win Helmut Lotti Goes Classic II                   | — | — | — | BEF33 (5 Wo.)BEF | — | Erstveröffentlichung: Februar 1997                                        |
| 1997 | Mamma / Maman Helmut Lotti Goes Classic II                | — | — | — | BEF14 (5 Wo.)BEF | BEW24 (3 Wo.)BEW | Erstveröffentlichung: April 1997                                          |
| 1997 | Shalom alechem –                                          | — | — | — | BEF21 (5 Wo.)BEF | BEW27 (4 Wo.)BEW | Erstveröffentlichung: September 1997                                      |
| 1998 | You’ll Be My Love Helmut Lotti Goes Classic Final Edition | — | — | — | BEF36 (6 Wo.)BEF | — | Erstveröffentlichung: September 1998                                      |
| 1998 | Panis angelicus –                                         | — | — | — | BEF15 (2 Wo.)BEF | — | Erstveröffentlichung: Dezember 1998 mit Michael Junior                    |
| 1999 | Song for Kosovo –                                         | — | — | — | BEF2 (9 Wo.)BEF | — | Erstveröffentlichung: April 1999 mit Sandra Kim & Paul Michiels           |
| 1999 | Shosholoza Out of Africa                                  | — | — | — | BEF24 (9 Wo.)BEF | — | Erstveröffentlichung: August 1999                                         |
| 2000 | Eso beso Latino Classics                                  | — | — | — | BEF47 (1 Wo.)BEF | — | Erstveröffentlichung: August 2000                                         |
| 2001 | Quizás, quizás, quizás Latino Love Songs                  | — | — | — | BEF50 (1 Wo.)BEF | — | Erstveröffentlichung: August 2001                                         |
| 2002 | Suspicious Minds My Tribute to the King                   | DE55 (6 Wo.)DE | AT58 (5 Wo.)AT | — | BEF13 (10 Wo.)BEF | — | Erstveröffentlichung: Juni 2002                                           |
| 2002 | Such a Night My Tribute to the King                       | — | — | — | BEF12 (3 Wo.)BEF | — | Erstveröffentlichung: November 2002                                       |
| 2003 | Et maintenant / What Now, My Love My Tribute to the King  | — | — | — | BEF8 (11 Wo.)BEF | — | Erstveröffentlichung: Januar 2003 mit Freddy Birset                       |
| 2003 | Mandy Pop Classics in Symphony                            | DE81 (2 Wo.)DE | — | — | BEF17 (7 Wo.)BEF | — | Erstveröffentlichung: August 2003                                         |
| 2003 | I’m Sailing Pop Classics in Symphony                      | DE73 (4 Wo.)DE | — | — | BEF32 (7 Wo.)BEF | — | Erstveröffentlichung: Dezember 2003 mit Children’s Choir feat. Laura Seys |
| 2004 | Two Guitars From Russia with Love                         | DE86 (1 Wo.)DE | — | — | BEF47 (2 Wo.)BEF | — | Erstveröffentlichung: August 2004                                         |
| 2004 | Far East of the Sun From Russia with Love                 | DE85 (2 Wo.)DE | — | — | — | — | Erstveröffentlichung: Dezember 2004                                       |
| 2006 | Caterina / I Don’t Know How to Love You The Crooners      | — | — | — | BEF40 (3 Wo.)BEF | — | Erstveröffentlichung: August 2006                                         |
| 2008 | Time to Swing                                             | — | — | — | BEF9 (6 Wo.)BEF | — | Erstveröffentlichung: August 2008                                         |
| 2012 | Voed mij op Mijn hart & mijn lijf                         | — | — | — | BEF34 (8 Wo.)BEF | — | Erstveröffentlichung: Oktober 2012                                        |
| 2013 | Je lijf is als een vuur Mijn hart & mijn lijf             | — | — | — | BEF41 (5 Wo.)BEF | — | Erstveröffentlichung: Januar 2013                                         |
| 2013 | Veel te doen Mijn hart & mijn lijf                        | — | — | — | BEF56 (3 Wo.)BEF | — | Erstveröffentlichung: April 2013                                          |
| 2014 | Armoe –                                                   | — | — | — | BEF44 (4 Wo.)BEF | — | Erstveröffentlichung: Januar 2014                                         |
| 2015 | Faith, Hope and Love Faith, Hope & Love                   | — | — | — | BEF4 (6 Wo.)BEF | — | Erstveröffentlichung: Oktober 2015                                        |
| 2016 | Won’t You Help Me Faith, Hope & Love                      | — | — | — | BEF7 (9 Wo.)BEF | — | Erstveröffentlichung: Januar 2016                                         |
| 2017 | I’ve Got Confidence The Comeback Album                    | — | — | — | BEF12 (5 Wo.)BEF | — | Erstveröffentlichung: August 2017                                         |
| 2018 | My Girl Soul Classics in Symphony                         | — | — | — | BEF19 (4 Wo.)BEF | — | Erstveröffentlichung: August 2018 mit Golden Symphonic Orchestra          |
| 2025 | Bed of Roses Heart Rock                                   | — | — | — | BEF49 (1 Wo.)BEF | — | Erstveröffentlichung: 17. Januar 2025                                     |

grau schraffiert: keine Chartdaten aus diesem Jahr verfügbar
Weitere Singles
- 2001: All My Life – Näkemiin (mit Arja Koriseva)
- 2001: Cuando calienta el dol / You’ve Got a Friend
- 2002: My Happiness / Thank You
- 2004: From Russia with Love / Stenka Rasin
- 2006: Strangers in the Night / Oaster Iets Scheelt
- 2007: Alleen / Allein / On My Own
- 2007: Brabançonne
- 2013: Mijn hart & mijn lijf

## Auszeichnungen für Musikverkäufe
| Goldene Schallplatte - Dänemark - 2001: für das Album A Classical Christmas with Helmut Lotti - 2002: für das Album My Tribute to the King - Deutschland - 2001: für das Videoalbum Out of Africa - 2004: für das Videoalbum Pop Classics in Symphony - Finnland - 2000: für das Album Helmut Lotti Goes Classic - 2001: für das Album Helmut Lotti Goes Classic III - 2002: für das Album My Tribute to the King - 2003: für das Album Pop Classics in Symphony - 2004: für das Album From Russia with Love - 2005: für das Album Latino Classics - 2005: für das Album Latino Love Songs - Frankreich - 1999: für das Album Chante les classiques - 1999: für das Album Chante les classiques Vol. 2 - Kanada - 1997: für das Videoalbum Helmut Lotti Goes Classic - 1999: für das Videoalbum Helmut Lotti Goes Classic III - 1999: für das Album Helmut Lotti Goes Classic III - 1999: für das Album Helmut Lotti Goes Classic II - Niederlande - 1997: für das Album Helmut Lotti Goes Classic II - 1997: für das Album Helmut Lotti Goes Classic III - 2002: für das Album My Tribute to the King - Schweden - 2000: für das Album Helmut Lotti Goes Classic II - 2002: für das Album My Tribute to the King | Platin-Schallplatte - Dänemark - 2001: für das Album Latino Classics - Europa - 1998: für das Album Helmut Lotti Goes Classic - 2000: für das Album Helmut Lotti Goes Classic – Blue Album - 2000: für das Album Helmut Lotti Goes Classic – Castle Album - Niederlande - 2000: für das Album Out of Africa - 2000: für das Album Latino Classics - Schweden - 2001: für das Album Helmut Lotti Goes Classic 3× Goldene Schallplatte - Deutschland - 2003: für das Videoalbum My Tribute to the King 2× Platin-Schallplatte - Kanada - 1999: für das Album Helmut Lotti Goes Classic - Niederlande - 1996: für das Album Helmut Lotti Goes Classic 4× Platin-Schallplatte - Belgien - 1998: für das Album Goes Classic (Final) & Classical Christmas |

Anmerkung: Auszeichnungen in Ländern aus den Charttabellen bzw. Chartboxen sind in ebendiesen zu finden.
| Land/RegionAuszeichnungen für Musikverkäufe (Land/Region, Auszeichnungen, Verkäufe, Quellen) | Gold       | Platin       | Verkäufe    | Quellen                                                   |
| -------------------------------------------------------------------------------------------- | ---------- | ------------ | ----------- | --------------------------------------------------------- |
| Belgien (BRMA)                                                                               | 3× Gold3   | 53× Platin53 | 2.575.000   | ultratop.be                                               |
| Dänemark (IFPI)                                                                              | 2× Gold2   | Platin1      | 100.000     | hitlisten.nu                                              |
| Deutschland (BVMI)                                                                           | 12× Gold12 | 6× Platin6   | 3.375.000   | musikindustrie.de                                         |
| Europa (IFPI)                                                                                | —          | 3× Platin3   | (3.000.000) | ifpi.org (Memento vom 1. Januar 2014 im Internet Archive) |
| Finnland (IFPI)                                                                              | 7× Gold7   | —            | 158.123     | ifpi.fi                                                   |
| Frankreich (SNEP)                                                                            | 2× Gold2   | —            | 200.000     | infodisc.fr                                               |
| Kanada (MC)                                                                                  | 4× Gold4   | 2× Platin2   | 310.000     | musiccanada.com                                           |
| Niederlande (NVPI)                                                                           | 3× Gold3   | 4× Platin4   | 500.000     | nvpi.nl                                                   |
| Österreich (IFPI)                                                                            | 7× Gold7   | 3× Platin3   | 255.000     | ifpi.at                                                   |
| Schweden (IFPI)                                                                              | 2× Gold2   | Platin1      | 150.000     | sverigetopplistan.se                                      |
| Schweiz (IFPI)                                                                               | 7× Gold7   | —            | 150.000     | hitparade.ch                                              |
| Insgesamt                                                                                    | 49× Gold49 | 73× Platin73 |             |                                                           |

## Auszeichnungen

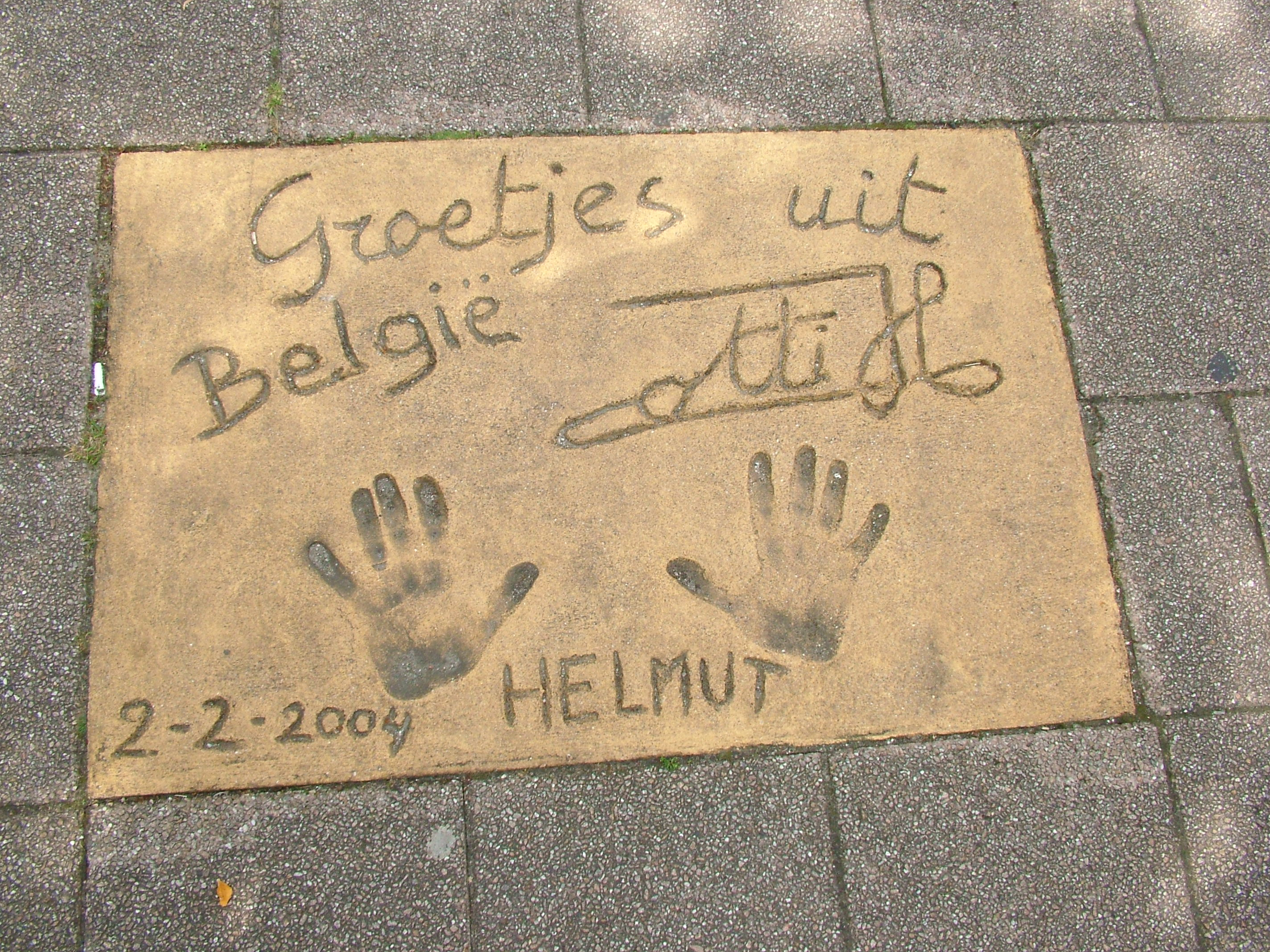
Helmut Lotti auf dem Walk of Fame Starboulevard in Rotterdam

- 1989: Gouden Oog als „Populärster Sänger Flanderns“
- 1995: Sabam Hit Trophy für „Helmut Lotti Goes Classic I“ als meist- und schnellstverkaufte Platte in Belgien (Flandern)
- 1996: Gouden Oog als „Populärster Sänger Flanderns“
- 1997: World Music Award in der Kategorie „Best Selling Benelux Artist“
- 1997: ZAMU Award für das Album des Jahres „Helmut Lotti Goes Classic III“
- 1998: Goldener Roy als „erfolgreichster Cross-Over-Künstler 1997“
- 1998: Gouden Oog in den Kategorien „Populärster Sänger Flanderns“ und „Beste Veranstaltung“
- 1999: ZAMU Award für das Album des Jahres Out of Africa
- 1999: Goldene Europa in der Kategorie „Klassikpreis des Jahres“
- 1999: ECHO Klassik in der Kategorie „Bestseller des Jahres“
- 2000: erhält in Hamburg das Goldene Ticket für 300.000 verkaufte Eintrittskarten in 100 Konzerten
- 2001: ECHO in der Kategorie „Crossover Classic“
- 2001: Amadeus Austrian Music Award in der Kategorie „Crossover Künstler des Jahres“
- 2001: Goldene Stimmgabel in der Kategorie „Bester Interpret klassischer Musik“
- 2001: Krone der Volksmusik in der Kategorie „Crossover Künstler“
- 2001: Aufnahme in die Signs of Fame des Friedensprojekts „Fernweh-Park“
- 2002: Goldene Feder in der Kategorie „Unterhaltung“
- 2003: Goldene Kamera in der Kategorie „Klassik Pop“
- 2003: Ernennung zum Grootofficier in de Kroonorde (Großoffizier im Leopoldsorden) durch König Albert II. (überreicht 2004)
- 2003: erhält in Hamburg das Platinum-Ticket für 750.000 verkaufte Tourtickets in Deutschland
- 2004: verewigt sich auf dem Walk of Fame Starboulevard in Rotterdam
- 2007: Multi Platinum Award für mehr als 12,5 Mio. verkaufte Alben weltweit